# 2005 JK186
2005 JK186 est un objet transneptunien ayant environ 200 km de diamètre.